# Kwisa
```
Kwisa
 
[ˈkfʲisa]
 (
tiếng Đức
: 
Queis
) là một con sông ở phía tây nam 
Ba Lan
, một nhánh bên trái của 
Bóbr
, bản thân nó là một nhánh bên trái của 
sông Oder
.
```

Nó bắt nguồn ở dãy núi Izera, một phần của dãy Tây Sudetes, nơi nó chạy dọc biên giới với Cộng hòa Séc. Tại độ dốc của khối núi Smrk quay về phía bắc, chảy dọc theo thị trấn của Świeradów-Zdrój, Mirsk, Gryfow Slaski, Lesna, nơi nó được xây đập tại Hồ Leśnia hồ chứa, đến Luban, Nowogrodziec và Kliczków. Cuối cùng nó cũng chảy vào sông Bóbr khoảng 2 kilômét (1,2 mi) vè phía tây bắc Małomice và 5 km (3,1 mi) về phía đông nam agań. Trong phần lớn chiều dài của nó, nó nằm ở Lower Silesian Voivodeship, nhưng nó cũng chảy qua Lubusz Voivodeship trong vài km trước khi đến miệng.

## Biên giới sông

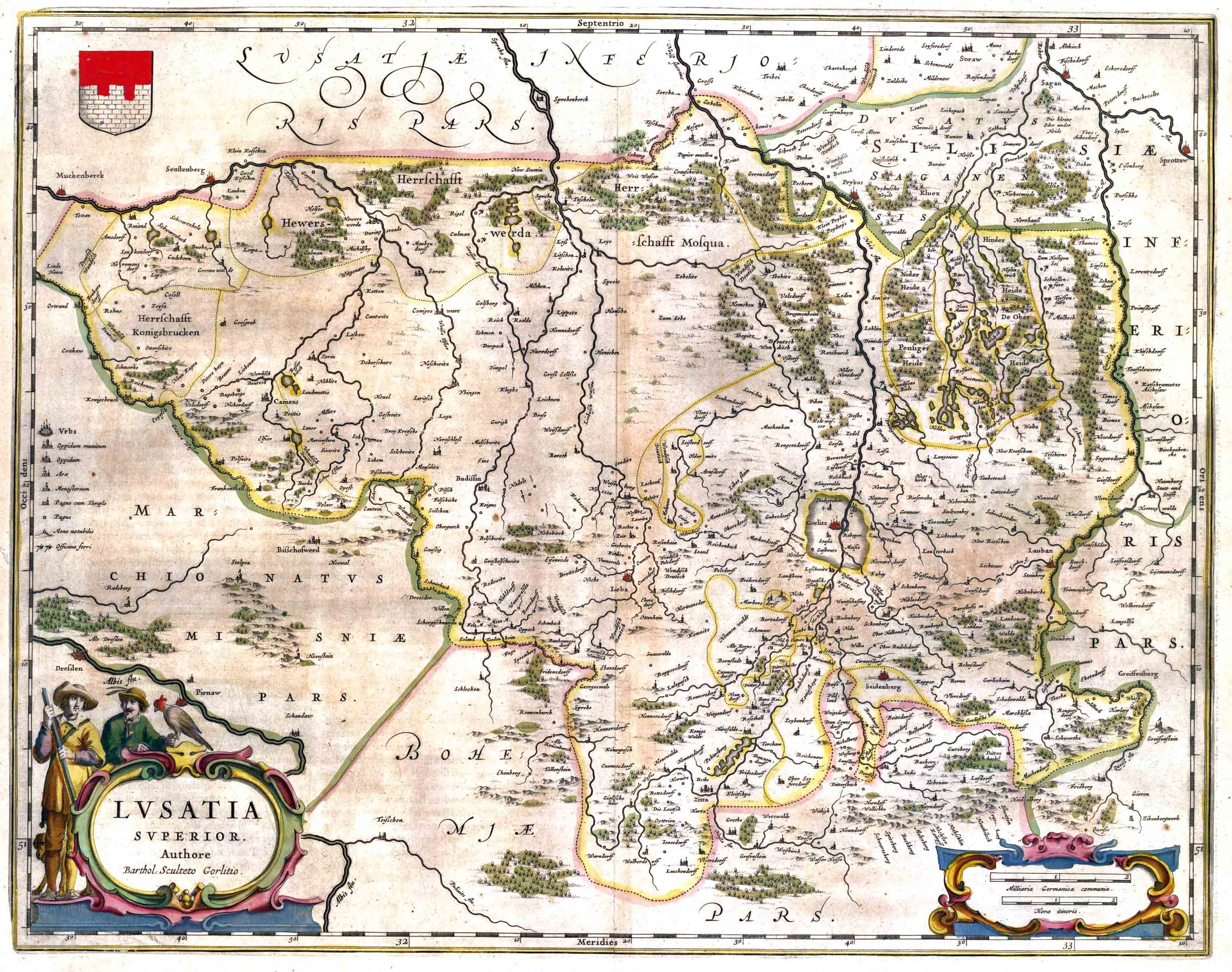
Bản đồ Thượng Lusatia (Joan Blaeu, 1635) cho thấy Queiß (e) Fl (uvius), bây giờ Kwisa đánh dấu biên giới phía đông của nó

Từ khoảng năm 937 vùng ngoại ô phía đông nam của Saxon là Marca Geronis, được thành lập trên vùng đất bị chinh phục do các bộ lạc West Slavic Milceni định cư, đã đến bờ trái của Queiß-Kwisa. Sau sự phân chia của cuộc tuần hành vào năm 965, vùng đất phía tây của dòng sông thuộc về Hoàng gia Meissen, trong khi lãnh thổ liền kề ở phía đông dần dần được sáp nhập vào vùng Silesian gần đây bị chinh phục bởi nhà nước Ba Lan đầu tiên dưới thời Piast công tước Mieszko I cho đến 992. Người kế nhiệm ông Bolesław I Chrobry tiếp tục mở rộng tầm với Ba Lan các quyền lực về phía tây, vận động các vùng đất Milceni xung quanh Bautzen (Budissin), mà sau nhiều năm đấu tranh Đức-Ba Lan Hoàng đế Henry II Saint nhượng lại cho ông theo Hòa bình Bautzen năm 1018.
Tuy nhiên, Land Budissin, sau này được gọi là Thượng Lusatia, đã bị Hoàng đế Conrad II tái chiếm vào năm 1031 và một lần nữa được nắm giữ bởi các biên giới Meissen cho đến khi Vua Henry IV của Đức vào năm 1071, tước đoạt Công tước Vratislaus II của Bohemia, đồng minh của ông trong cuộc nổi dậy Saxon. Quy tắc của người Hà Lan một lần nữa được Hoàng đế Frederick Barbarossa xác nhận ủng hộ Công tước Vladislaus II vào năm 1158, kèm theo tước hiệu hoàng gia. Trong khi đó, lãnh thổ phía đông của Kwisa đã được sáp nhập vào Công tước Silesia của Ba Lan vào năm 1138, sau cuộc thám hiểm 1163 của Hoàng đế tới Ba Lan do con cháu Silesian Piast của Công tước Władysław II lưu vong. Từ thời điểm đó, dòng sông đã đánh dấu biên giới giữa các khu vực lịch sử của Hạ Silesia Sê-ri, Duchy of Legnica từ năm 1248,Duchy of Jawor từ năm 1274, ở phía đông và Thượng Lusatia ở phía tây.
Do đó, cùng với Bóbr thấp hơn, Kwisa là một trong những con sông được coi là điểm đánh dấu có thể của biên giới Ba Lan - Đức sau Thế chiến II trong các cuộc đàm phán tại Hội nghị Potsdam năm 1945, cuối cùng đã dẫn đến việc thành lập dòng Oder. khoảng 50 km (30   mi) về phía tây.